# Bataille de Milazzo (1718)
Pour les articles homonymes, voir Bataille de Milazzo.
Guerre de la Quadruple-Alliance
Batailles
- Sardaigne
- Sicile
- Castellamare
- 1er siège de Palerme
- Cap Passaro
- 1er siège de Messine
- Milazzo
- Fontarrabie
- Glen Shiel
- Francavilla
- Roses
- Pensacola
- 2e prise de Messine
- Vigo
- Cap Saint-Vincent
- 2e siège de Palerme
- Sferracavallo
- La Seu d’Urgell
- Nassau
- Expédition Villasur

La bataille de Milazzo, livrée le 15 octobre 1718, est une victoire de l'armée espagnole sur l'armée impériale autrichienne qui venait renforcer la garnison de Milazzo, assiégée par le corps expéditionnaire espagnol en Sicile.